# 金谷勲夫
金谷 勲夫（かなや いさお）は、日本のテレビプロデューサー。
当初は音楽班に所属して歌番組の制作を手掛け、その後バラエティ班に移り、人気バラエティ番組を影から支えた。
日本テレビ放送網編成局チーフプロデューサーを経て、1997年にVAPに出向し取締役や専務を歴任した。その後は日本テレビ音楽顧問を2009年まで務め退任。早稲田大学卒業。

## エピソード
- 「ダウンタウンのガキの使いやあらへんで!!」に当時流行だったワンレン・ボディコンの女装をして出演をしたことがある。
- 世界まる見えテレビ特捜部のOPでビートたけしが色んなコスプレをしているが、当時番組プロデューサーであった金谷のコスプレもしている。何故かその格好は時代がかったニッカボッカのゴルファー姿で、背中には『黒部の太陽』と云ったのぼり幕を背負っていた。一般人にも他の出演者にはコスプレの趣旨が理解出来なかったらしく、所ジョージが事情を知っているのはお互いのみだと苦笑している。尚最後までフォローの説明は無かった。また金谷は2021年10月16日に、たけしと所が出演したNHKBSプレミアムの『たけしの“これがホントのニッポン芸能史”』（E&W制作）にVTRで出演した。また同じくE&Wが制作している『HIT SONG MAKERS 〜栄光のJ-POP伝説〜』に「スター誕生」の制作スタッフとして関わっていた金谷がインタビュー取材出演した。

## 担当番組

### プロデューサー・ディレクター
- スター誕生!
- 紅白歌のベストテン
- ザ・トップテン
- 日本テレビ音楽祭
- 日本歌謡大賞（第4回、8回、12回）
- クイズ!!体にいいTV

### チーフプロデューサー
- さんま・一機のイッチョカミでやんす
- 世界まる見え!テレビ特捜部
- ダウンタウンのガキの使いやあらへんで!!
- 天才・たけしの元気が出るテレビ!!（以前はプロデューサー）
- どちら様も!!笑ってヨロシク
- 恋のから騒ぎ
- TVおじゃマンボウ
- 世界超偉人伝説
- さんま・所のオシャベリの殿堂
- ダウンタウンの裏番組をブッ飛ばせ!!
- ビートたけしのお笑いウルトラクイズ
- スーパークイズスペシャル